# Hylarana lemairei
Hylarana lemairei es una especie de anfibio anuro de la familia Ranidae.

## Distribución geográfica
Se encuentra en Angola, República Democrática del Congo y Zambia.